# Vườn quốc gia Girraween
Vườn quốc gia Girraween là một vườn quốc gia ở Queensland, Úc.
Vườn quốc gia Girraween là một khu vực của dãy đá Granite ở vùng Darling Downs của Queensland, Australia được bảo vệ như một công viên quốc gia. Girraween được biết đến với những bông hoa ngoạn mục, cảnh quan thiên nhiên hùng vĩ và động vật hoang dã độc đáo. Đi bộ và leo núi là những hoạt động phổ biến nhất trong công viên.
Vườn quốc gia nằm ở Stanthorpe 40 km về phía Nam. Ranh giới phía nam của công viên là ranh giới của bang giữa Queensland và New South Wales. Đây là một công viên sinh đôi với Vườn Quốc gia Bald Rock, nằm trên biên giới ở New South Wales, và có tính năng Bald Rock, khối đá lớn thứ hai (sau Uluru) trên lục địa. Curiously, Nam Bald Rock và Tây Bald Rock nằm trong Công viên quốc gia Girraween ở Queensland, không có trong Công viên Quốc gia Bald Rock ở New South Wales.